# Junction (Utah)
Junction é uma cidade  localizada no estado norte-americano de Utah, no Condado de Piute.

## Demografia
Segundo o censo norte-americano de 2000, a sua população era de 177 habitantes.
Em 2006, foi estimada uma população de 164, um decréscimo de 13 (-7.3%).

## Geografia
De acordo com o United States Census Bureau tem uma área de
38,7 km², dos quais 37,2 km² cobertos por terra e 1,5 km² cobertos por água. Junction localiza-se a aproximadamente 1831 m acima do nível do mar.

## Localidades na vizinhança
O diagrama seguinte representa as localidades num raio de 36 km ao redor de Junction.